# 이한담
이한담(1969년)은 대한민국의 기업인이다. 현재 CMB의 대표이사 회장을 역임하고 있다.

## 학력
- 단국대학교 경영학과 학사
- 라이프대학교 대학원 의학 박사

## 경력
- CMB 한강방송 상무이사
- CMB 전무이사
- CMB 대표이사 사장
- CMB 회장